# Ibis coll de palla
L'ibis coll de palla (Threskiornis spinicollis) és una espècie d'ocell de la família dels tresquiornítids (Threskiornithidae) de colors menys blancs que la resta d'espècies del gènere Threskiornis.

## Morfologia
- Grans ocells que fan 60 - 75 cm de llarg.
- Foscos per sobre, amb iridescències a la llum del sol. Blancs per sota amb la major part del coll del mateix color.
- Cap sense plomes, amb la pell negra. Bec negre corbat.
- Sexes molt semblants, si bé les femelles tenen una banda negra al pit.

## Hàbitat i distribució
Habiten terres humides i pastures d'Austràlia.